# Județul Oceacov
Județul Oceacov a fost unul dintre cele 13 județe care au făcut parte din Guvernământul Transnistriei, regiune aflată sub administrație românească între anii 1941 și 1944.
Județul, care se găsea în partea extrem sud-estică a Transnistriei, având ieșire la Marea Neagră, era împărțit administrativ într-un oraș, Oceac, care era și sediul județului, și trei raioane.

## Componență
Reședința județului Oceacov se găsea la Oceac, actualmente numit Oceakiv.
Județul Oceacov era alcătuit din raioanele Crasna, Oceacov și Varvarovca.